# Jorge Trejo Reyes
Jorge Trejo Reyes (Ciudad de México, 24 de junio de 1991) es un actor mexicano. Es conocido por haber participado desde niño en varias producciones de la empresa Televisa, hasta obtener el papel principal en la telenovela infantil de 2005 Pablo y Andrea, junto a Danna Paola. 

## Carrera
Debutó en 1997 con la telenovela Sin ti, al lado de los actores Gabriela Rivero y René Strickler . En 1999 participó en Tres mujeres como Renato, también participó en la mininovela navideña Cuento de Navidad .
En 2000 participó en Por un beso junto a Natalia Esperón y Víctor Noriega.
En 2006 participó en la serie familiar ¡Que madre tan padre! junto a actores como Maribel Guardia y Mauricio Castillo. 
De 2010 a 2019 participó en varios episodios del unitario de Televisa Como dice el dicho y La rosa de Guadalupe .
En 2021 regresa a las telenovelas con la producción de S.O.S. TÚ Me estoy enamorando con el personaje de Nicolás, junto a Daniel Arenas e Irán Castillo .  

## Filmografía

#### Telenovelas
| Ano       | Título                          | Personagem                    | Ref.         |
| --------- | ------------------------------- | ----------------------------- | ------------ |
| 2021-2022 | S.O.S. Me estoy enamorando      | Nicolás 'Nico' Lozano         | [ 7 ]        |
| 2008      | Querida enemiga                 | Jorge                         |              |
| 2007-2008 | Pasión                          | Ángel Fernández de la Cueva   | [ 8 ]        |
| 2005      | Pablo y Andrea                  | Pablo Ibáñez Rentería         | [ 9 ] [ 10 ] |
| 2004-2005 | Mujer de madera                 | Facundo                       |              |
| 2004      | Amy, la niña de la mochila azul | Pacoco                        | [ 11 ]       |
| 2003      | Bajo la misma piel              | /                             |              |
| 2002      | Clase 406                       | Lalito González               |              |
| 2002      | Así son ellas                   | /                             |              |
| 2002      | Las vías del amor               | Gabriel Quesada (niño)        |              |
| 2001      | Navidad sin fin                 | Rigoberto                     | [ 12 ]       |
| 2001      | El derecho de nacer             | /                             |              |
| 2001      | El noveno mandamiento           | Brunito                       |              |
| 2000      | Por un beso                     | Ernesto 'Neto' Ornelas (niño) |              |
| 1999      | Cuento de Navidad               | Hipólito 'Polito' López       |              |
| 1999      | El niño que vino del mar        | /                             |              |
| 1999      | Tres mujeres                    | Renato                        |              |
| 1997      | Sin ti                          | /                             |              |

#### Series de televisión
| Año            | Título                       | Personaje        | Árbitro. |
| -------------- | ---------------------------- | ---------------- | -------- |
| 2022           | La fuerza para creer         | Ricardo          | [ 13 ]   |
| 2021-2023      | Esta historia me da sueño    | Varios episodios | [ 14 ]   |
| 2012-2022      | Como dice el dicho           | Varios episodios |          |
| 2008- presente | La rosa de guadalupe         | Varios episodios |          |
| 1999-2007      | Mujer, casos de la vida real | Varios episodios |          |
| 2006           | ¡Qué madre, qué padre!       | Andrés Hernández | [ 15 ]   |